# Rio Haddas
Rio Haddas é um rio sazonal da Eritreia. Passando pela pequena cidade de Foro o rio funde-se com os rios Comaile e o Aligide. O rio termina no sul de Maçuá, desaguando no Mar Vermelho.